# Давид Андерссон
Давид Ерік Андерссон (англ. David Erik Andersson; нар. 23 лютого 1994, Тролльгеттан, Швеція) — шведський ковзаняр, учасник зимових Олімпійських ігор 2014 року.

## Життєпис
Давид Ерік Андерссон народився в місті Тролльгеттан, лен Вестра-Йоталанд, Швеція. Займатися ковзанярським спортом почав з 11 років для того, щоб навчитися гарно кататися на ковзанах та бути прийнятим в команду з хокею з м'ячем. Професійно тренується на базе клубу «SK Trollhättan», Тролльгеттан. Багаторазовий призер шведських юнацьких, регіональних та національних змагань (Sonstige International, Nationale Meisterschaft Junioren, Nationale Meisterschaft, Viking Race, Country Match). В національній збірній за його підготовку відповідає швед — Маттіас Гаддерс (англ. Mattias Hadders).

### Результати
Найкращий, станом на червень 2019 року, свій особистий результат на змаганнях міжнародного рівня під егідою ISU Давид Андерссон продемонстрував на чемпіонаті світу з ковзанярського спорту на окремих дистанціях 2016 року, який відбувся в російському місті Коломна. 12 лютого в ковзанярському центрі Коломни під час забігу на 1500 м з загальним результатом 1:47.91 (+3.78) він зайнял дванадцяте місце.
На зимових Олімпійських іграх 2014 року Андерссон був заявлений для участі в забігові на 1000 і 1500 м. 12 лютого 2014 року на ковзанярському стадіоні Адлер-Арені в забігі на 1000 м він фінішував з результатом 1:12.40 (+4.01). В загальному заліку Давид зайняв 38-е місце. 15 лютого 2014 року в забігі на 1500 м він фінішував з результатом 1:50.29 (+5.29). В загальному заліку Андерссон також зайняв 38-е місце.

### особисті досягнення
| забіг    | дата              | результат | місце               |
| -------- | ----------------- | --------- | ------------------- |
| 500 м    | 8 грудня 2017     | 35,45     | Солт-Лейк-Сіті, США |
| 1000 м   | 10 грудня 2017    | 1.09,06   | Солт-Лейк-Сіті, США |
| 1500 м   | 20 листопада 2015 | 1.45,61   | Солт-Лейк-Сіті, США |
| 3000 м   | 9 грудня 2015     | 3.51,44   | Інцель, Німеччина   |
| 5000 м   | 24 листопада 2014 | 6.40,16   | Коломна, Росія      |
| 10 000 м | 17 грудня 2011    | 14.55,48  | Гетеборг, Швеція    |